# Sevhil Mussaieva
Sevhil Mussaieva (ucraïnès: Севгіль Хайретдинівна Мусаєва, romanitzat: Sevhil Khairetdinivna Mussaieva, tàtar de Crimea: Sevgil Hayretdın Qızı Musaieva; nascuda el 18 de juny de 1987) és una periodista ucraïnesa de Crimea, editora en cap de la publicació digital Ukraïnska Pravda i una de les impulsores de la creació del portal web KrimSOS.

## Biografia
Nascuda el 18 de juny de 1987 a Juma, a prop de Samarcanda, Mussaieva va tornar amb la seva família a Crimea el 1989 quan es van aixecar les restriccions contra els tàrtars de Crimea a la Unió Soviètica. Es van establir a Kertx, a l'óblast de Crimea. Entre el 2004 i el 2010 va estudiar a l'Institut de Periodisme de la Universitat de Kíiv. Durant aquest període, Mussaieva també va treballar per a diverses agències de notícies i publicacions sobre economia com ara Ekonomitxni novini, Delo i Vlast deneg.
Del juny de 2011 a l'agost de 2013 va treballar com a corresponsal per a l'edició ucraïnesa de Forbes fins que Serhí Kúrtxenko va comprar la revista. Amb l'inici de l'Euromaidan, Mussaieva va esdevenir activista del moviment i creava informes per al projecte Hubs de Facebook. El febrer de 2014, va llançar el diari digital Hubs com un portal web independent de notícies econòmiques, i va convertir-se en la seva editora en cap. Després de l'annexió de Crimea a la Federació de Rússia, també va ser una de les fundadores del projecte d'internet KrimSOS. Des de l'octubre de 2014, Mussaieva és editora en cap d'Ukraïnska Pravda.
El 2016, Sevhil Mussaieva va ser nominada al premi «Top 30 under 30» del Kyiv Post.
Va ser una de les cent persones més influents del 2022 segons la revista Time.